# Петрович, Растко
Растко Петрович (3 марта 1898 — 15 августа 1949) — сербский и югославский писатель, поэт-экспресионист, один из основателей сербского сюрреализма, сказочник, романист, эссеист, художник и дипломат. Участвовал в художественной и литературной критике. Оставил записи из многочисленных поездок по Европе и Африке.

## Биография
Растко Петрович родился 3 марта 1898 года в Белграде, был девятым сыном у отца Димитрия Петровича, историка, и матери Милевы, учительницы. Растко был младшим братом Надежды Петрович, известной художницы. 5 июня был крещён в церкви Святого Марка в Белграде. Его крёстным отцом стал новосадский писатель Яша Томич. Семья Петровичей была очень известной и уважаемой в Белграде. Дом, где родился Растко, был разрушен во время бомбардировок Белграда 6 апреля 1941 года. В раннем детстве остался без матери, и заботу о нём взяли на себя сёстры. В 1905—1914 годах учился в начальной школе и младших классах гимназии в Белграде. В разгаре Балканской войны 1912 года прервал образование в гимназии. Ушёл на фронт добровольцем, прошёл Албанию и переехал во Францию, где окончил гимназию в Ницце и на правах стипендиата французского правительства поступил на юридический факультет в Париже.
В Париже встречался и общался со многими поэтами, художниками. Писал стихи, рассказы и доклады о выставках живописи, публиковал их на своей родине. В 1921 году издал уникальный комический роман о жизни древних славян «Бурлеск Господа Перуна бога грома». В конце 1922 года издал сборник стихов «Откровение». На протяжении всех этих лет активно сотрудничал в Белграде с многочисленными авторами, такими как Милан Дединац, Марко Ристич, Тин Уевич и другие. Их творчество положило начало сюрреализму в Сербии.
Позже работал клерком в Министерстве иностранных дел, в конце 1923 года был принят помощником. Из-за этого меньше занимался творческой деятельностью. В октябре 1926 года был назначен чиновником в миссию Министерства иностранных дел в Ватикан под начало Милана Ракича. Ракич позволил ему путешествовать по Италии, Испании, Франции и Турции, и, самое главное, по Африке. Таким образом, в 1930 году вышло его большое повествование о путешествиях под названием «Африка».
В 1935 году был назначен вице-консулом шестого разряда в генеральное консульство в Чикаго. В 1936 году переехал на работу в Вашингтон, как секретарь посольства. Путешествовал по США, Канаде, Мексике, Кубе. В 1938 году произведён в чин консула пятого разряда в Чикаго. В течение Второй мировой войны жил в США. Писал стихи в сборник «Полуночные труды».
В возрасте 51 года, 15 августа 1949 года скоропостижно скончался от болезни в Вашингтоне. Был похоронен на кладбище Тенистого ручья в Вашингтоне. Посмертный прах был передан в Белград только в июне 1986 года, похоронен в семейном склепе на Новом кладбище (Белград).

## Критика художественного искусства
Растко Петрович оставил след в сербской культуре и как художественный критик. Активно участвовал в художественной критике в 1921 году, когда сотрудничал с рядом газет, сначала в Загребе, а затем в Белграде. Основатель «синтетической критики» искусства, публиковал статьи в журналах «Зенит», «Радикал», «Критика», «Современник», «Мысли», «Перекрёсток» (Раскрсница), «Время». В 1931—1935 годах был официальным критиком журнала «Политика», использовал инициалы N. J. (игра слов, дословно «это не я»). В 1930—40-х публиковался редко, выбирал только интересные для себя объекты критики.
Получил хорошее образование в традициях французской теории и эстетики искусства, и из-за своей врождённой чувствительности стал пионером и протагонистом современной художественной критики в Сербии. Активно писал о современном искусстве, среди литераторов его критическое суждение было авторитетным и уважаемым и служило хорошей рекомендацией. Также первым поддержал новые тенденции в сербской живописи — «конструктивизм» и «новый реализм». Видел сербское искусство в контексте актуальных европейских тенденций своего времени.

## Труды
- Роман «Бурлеск Господа Перуна бога грома» (1921)
- Сборник стихов «Откровение» (1922)
- Путеводитель «Африка» (1930)
- Роман «Люди говорят» (1931)
- Роман «День шестой» (1941)

## См.также
- Мемориальный музей Надежды и Растко Петровичей